# Ара-Кёль (Ошская область)
Ара-Кёль (кирг. Ара-Көл) — село в Узгенском районе Ошской области Кыргызстана. Входит в состав Саламаликского айылного аймака.

## География
Село расположено в северной части области, на правом берегу реки Яссы, на расстоянии приблизительно 38 километров (по прямой) к северо-востоку от города Узгена, административного центра района. Абсолютная высота — 1448 метров над уровнем моря.

## Население
Согласно оценочным данным Национального статистического комитета Кыргызской Республики, численность населения села на начало 2023 года составляла 1033 человека.
| год     | 2009 | 2014 | 2015 | 2020 | 2021 | 2023 |
| ------- | ---- | ---- | ---- | ---- | ---- | ---- |
| человек | 1075 | 1157 | 1044 | 1048 | 1044 | 1033 |